# Poczta Królewiecka
Poczta Królewiecka (рус. Почта Крулевецка) — ранее существовавшая польская периодическая газета, выходившая в Кёнигсберге (известен в Польше как Крулевец) с 1718 по 1720 год. Вторая старейшая польская газета после Merkuriusz Polski Ordynaryjny.

## История
Газета преимущественно освещала события в Пруссии и Литве, но распространялась на территорий всей Речи Посполитой. Газета выходила на польском языке. Тираж газеты не известен, но оценивается в несколько сотен экземпляров.
Информация из Германии некоторое время была переводом с немецкого с таких газет, как кенигсбергская газета «Королевская прусская слава».
Газет печаталась на листах формата 28x10 см, шрифтом Швабахер.
Всего было издано 126 выпусков: 22 в 1718 году, 52 в 1719 и 52 в 1720. Общий объём текста составил 1008 листов.
Причина прекращения издания газеты не известна. Наиболее вероятным кажется, что не была достигнута планируемая доходность издания, поскольку число подписчиков, особенно в Польше, росло недостаточно быстро. Причиной этого мог быть тот факт, что газета в своих публикациях придерживалась точки зрения кальвинистов, в то время как поляки Пруссии в основном были протестантами, а в Польше — католиками.